# Villa Rauhenstein

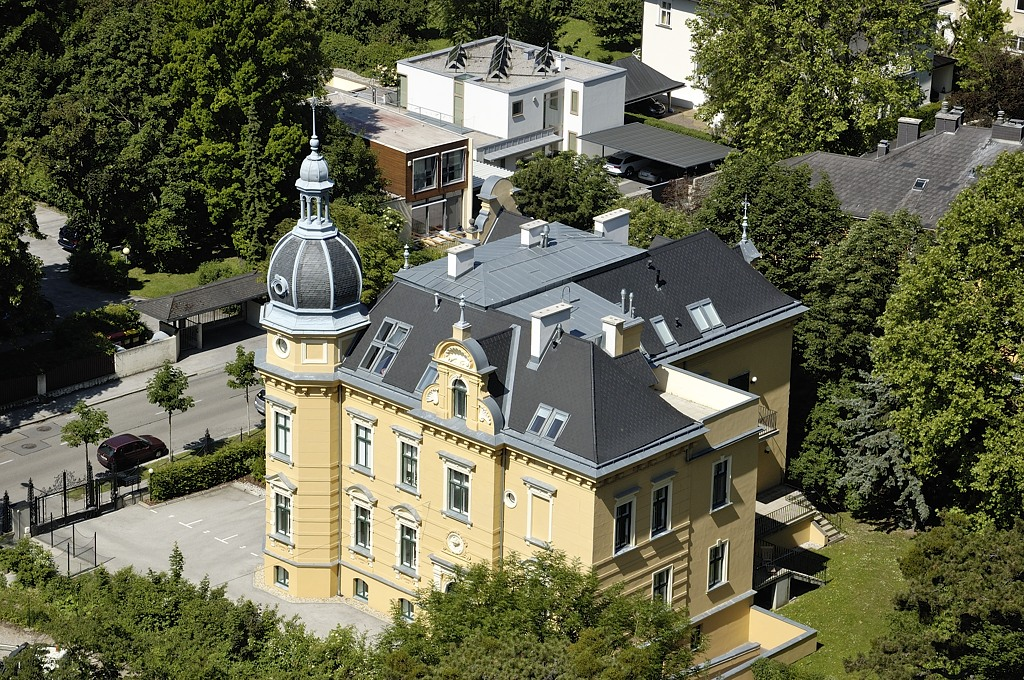
Villa Rauhenstein von oben

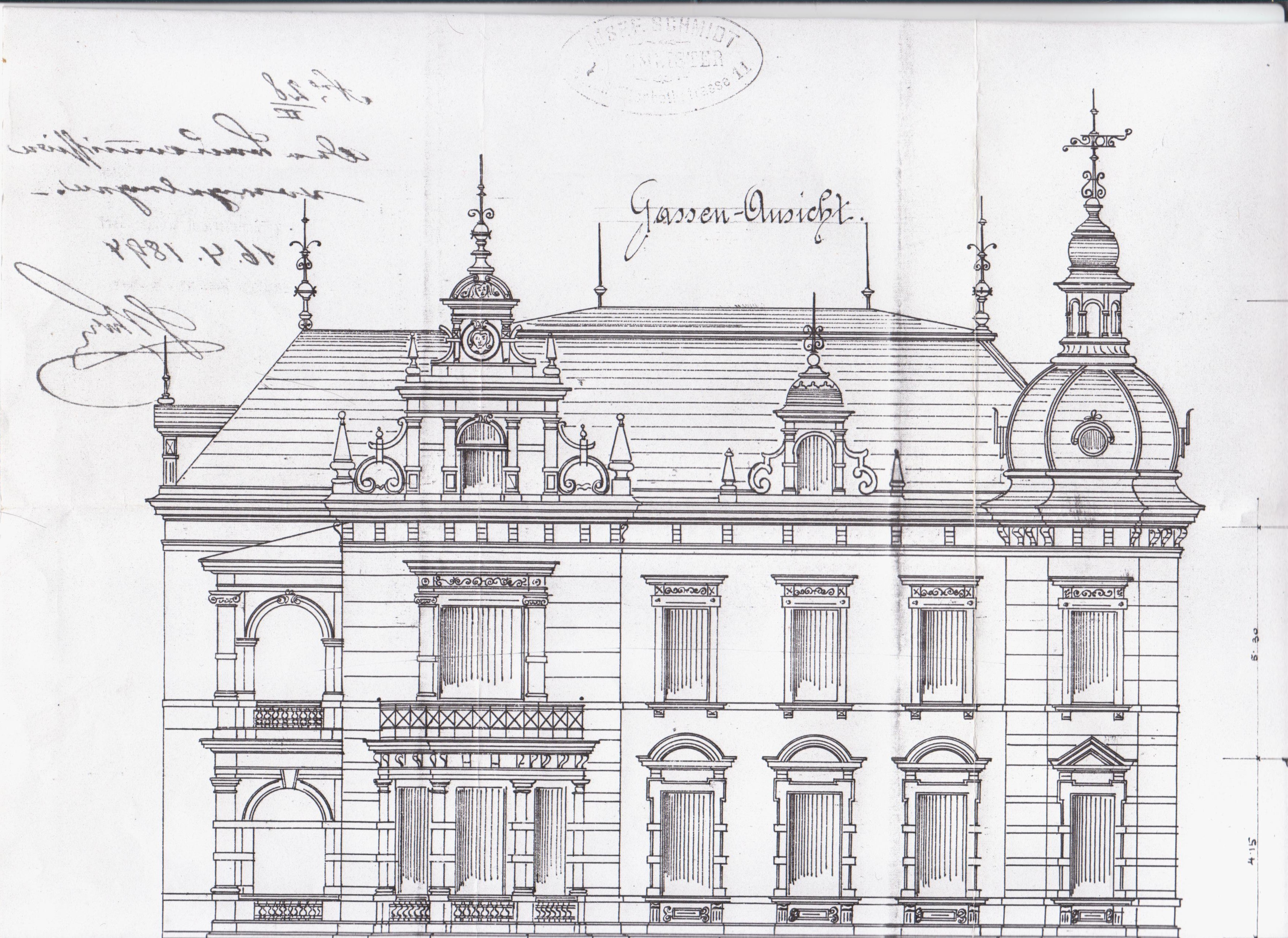
Frontansicht auf Originalplan

Die Villa Rauhenstein ist eine repräsentative Villa in der Helenenstraße am Fuße der Ruine Rauhenstein im Badener Stadtteil Weikersdorf.
Erbaut wurde der historistische Prachtbau im Jahre 1894 von Baumeister Josef Schmidt im Auftrag der Frau Anna Löwy.
Die stockhohe Villa ging später in den Besitz des Komponisten Hugo Wiener (1904–1993) über und wurde vor einigen Jahren von dessen Witwe Cissy Kraner verkauft und in Wohnungen umgebaut.